# Quốc kỳ Nepal
Quốc kỳ Nepal (tiếng Nepal: नेपालको झण्डा) là lá cờ không phải hình chữ nhật duy nhất trên thế giới đóng vai trò vừa là cờ chính phủ vừa là cờ dân sự của một quốc gia có chủ quyền.
Quốc kỳ là sự kết hợp làm một của hai cờ đuôi nheo, còn được gọi là cờ pennon kép (pennon là kiểu cờ có phần tà gần cột – hoist rộng hơn phần tà xa cột – fly). Cờ Nepal có đường viền màu xanh dương đậm là màu của hòa bình và màu đỏ crimson tượng trưng cho lòng dũng cảm, đồng thời còn là màu của quốc hoa đỗ quyên. Trước năm 1962, biểu tượng mặt trời và trăng lưỡi liềm trên lá cờ đều có khuôn mặt người, nhưng về sau đã bị loại bỏ để trông hiện đại hơn.
Quốc kỳ hiện tại được thông qua vào ngày 16 tháng 12 năm 1962, cùng với việc thành lập một chính phủ lập hiến mới. Shankar Nath Rimal, một kỹ sư xây dựng, đã tiêu chuẩn hóa lá cờ theo yêu cầu của Vua Mahendra. Lá cờ mới dựa theo thiết kế truyền thống nguyên bản, từng được dùng trong suốt thế kỷ 19 và 20, và là sự kết hợp của hai lá cờ pennon của hai bên đối địch trong triều đại cầm quyền. Mặt trăng ở phần trên tượng trưng cho hoàng thất. Mặt trời ở phần dưới tượng trưng cho một nhánh của gia tộc Rana, các thành viên trong gia đình này từng giữ chức thủ tướng cho đến năm 1961.

## Mã màu

Quốc kỳ cũ của Nepal (k. 1930 – 1962)

| Mã màu | Xanh        | Đỏ Crimson | Trắng       |
| ------ | ----------- | ---------- | ----------- |
| CMYK   | 100-64-0-42 | 0-95-74-13 | 0–0–0–0     |
| HEX    | #003893     | #DC143C    | #FFFFFF     |
| RGB    | 0-56-147    | 220-20-60  | 255-255-255 |

## Lịch sử

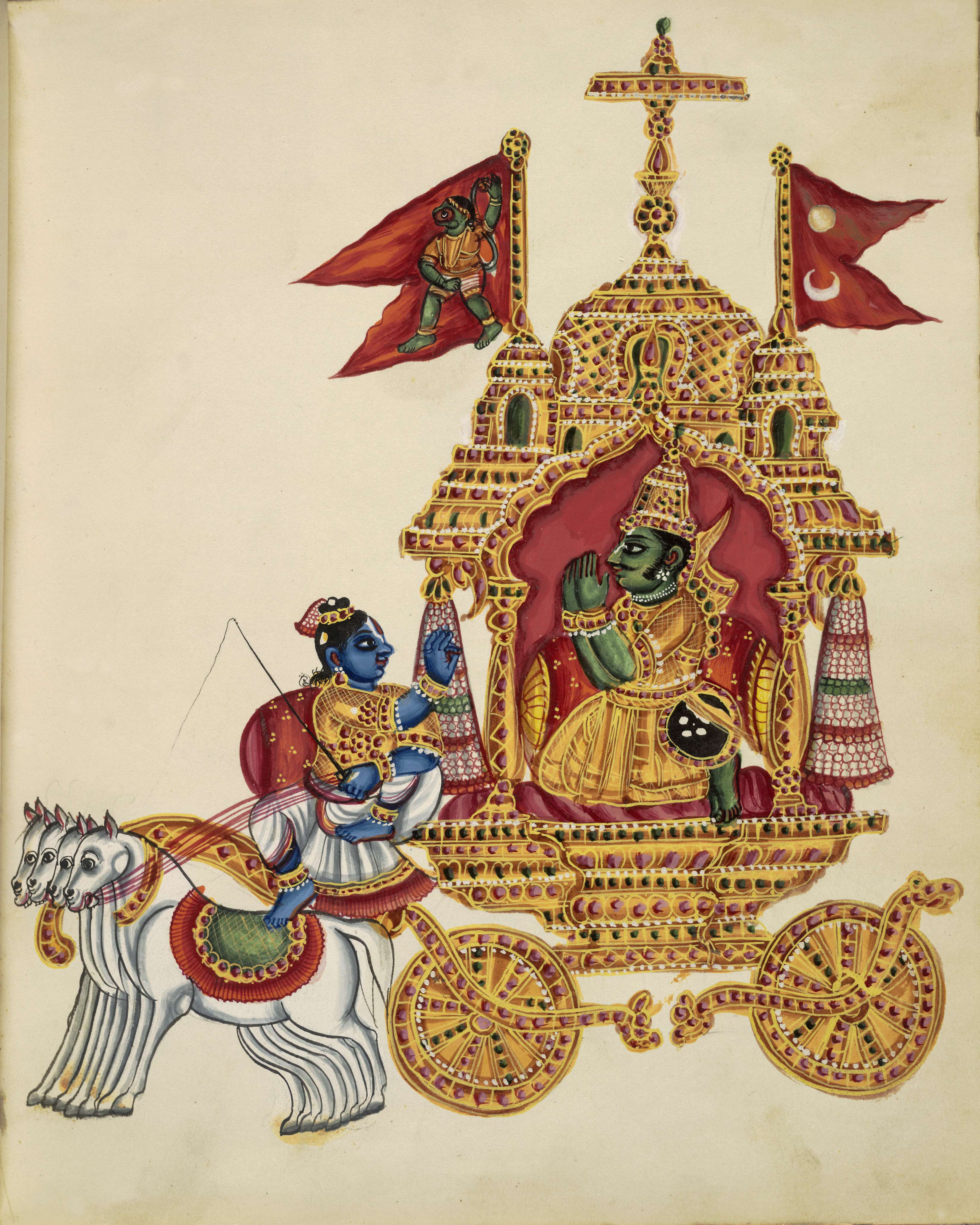
Lá cờ tương tự (phải) trong Mahabharata, Krishna và Arjuna trong cuộc chiến Kurukshetra; theo quan niệm xưa, các quốc vương Nepal theo Ấn Độ giáo và được coi là hóa thân của Vishnu.

Dấu vết lịch sử của những lá cờ hình tam giác có thể được tìm thấy trong Ấn Độ giáo. Lịch sử của lá cờ rất mơ hồ và không có tài liệu cụ thể người nào tạo ra. Nepal trong lịch sử đã từng dùng cả cờ tứ giác cũng như cờ không tứ giác trong suốt lịch sử của mình.

Cờ Nepal (1856–k. 1930)

Cờ của hầu hết các quốc gia ở Nam Á từng có hình tam giác. Một cuốn sách tiếng Pháp năm 1928 về Nepal cho thấy một lá cờ pennon kép có viền màu xanh lá cây thay vì màu xanh dương ngày này. Có nhiều dạng cờ pennon khác, chủ yếu được sử dụng trong các ngôi đền Ấn Độ giáo và Phật giáo quanh Nepal. Nhiều tài liệu ghi niên đại về việc tạo ra cờ pennon kép bắt nguồn từ Vua Prithvi Narayan Shah. Trong thời kỳ vương quốc Gorkha cổ đại, những lá cờ tam giác ban đầu có chức năng quân kỳ cho các vị vua Shah, trên lá cờ màu đỏ có nhiều vị thần khác nhau cũng như các biểu tượng khác nhau. Sau khi Prithvi Narayan Shah thống nhất tất cả các công quốc nhỏ ở Nepal, lá cờ pennon kép trở thành lá cờ mẫu chuẩn. Theo một số nhà sử học, người cầm quyền Jung Bahadur vào triều đại Rana đã thay đổi biểu tượng mặt trời và mặt trăng thành khuôn mặt của mặt trời và mặt trăng, tượng trưng cho các vị vua là Rajputs (một tước hiệu quý tộc) của triều đại Mặt Trăng và gia tộc Rana là Rajputs của triều đại Mặt Trời. Kể từ đó, Nepal chỉ đơn giản là duy trì truyền thống cổ xưa, trong khi mọi quốc gia khác đều áp dụng phiên bản hình chữ nhật hoặc hình vuông theo tiêu chuẩn kỳ học châu Âu.

Cờ của vương quốc cổ Mustang

Quốc kỳ hiện tại của Nepal được thông qua theo hiến pháp Nepal được thông qua vào ngày 16 tháng 12 năm 1962. Lá cờ hiện đại dường như là sự kết hợp giữa tổ hợp màu của lá cờ của Vương quốc Mustang cổ đại và hình dáng của lá cờ của Vương quốc Gorkha trước đây.
Tháng 5 năm 2008, trong quá trình soạn thảo hiến pháp mới, nhiều đảng chính trị khác nhau đã yêu cầu thay đổi thiết kế của lá cờ vì nó tượng trưng cho Ấn Độ giáo và chế độ quân chủ, nhưng đề xuất này đã bị bãi bỏ.

## Tính biểu tượng
Quốc kỳ Nepal đã phát triển theo thời gian để kết hợp thêm nhiều ý nghĩa. Màu đỏ crimson tượng trưng cho lòng dũng cảm của người dân Nepal và màu sắc dân tộc, trong khi đường viền màu xanh tượng trưng cho hòa bình và hòa hợp. Những màu sắc này thường được tìm thấy trong nghệ thuật và trang trí của người Nepal. Một giả thuyết cho rằng hai điểm hình tam giác của lá cờ tượng trưng cho hòa bình và sự chăm chỉ, tượng trưng lần lượt là mặt trăng và mặt trời . Theo truyền thống, quốc kỳ của Nepal gắn liền với Ấn Độ giáo, tôn giáo thống trị ở nước này. Tuy nhiên, cách giải thích hiện đại và được chính phủ chấp thuận về lá cờ là đại diện cho cả Ấn Độ giáo và Phật giáo, hai tôn giáo lớn của Nepal.
Các thiên thể trên lá cờ Nepal tượng trưng cho sự trường tồn của Nepal và niềm hy vọng rằng đất nước sẽ tồn tại lâu dài như mặt trời và mặt trăng. Mặt trăng còn tượng trưng cho khí hậu mát mẻ của dãy Himalaya, trong khi mặt trời tượng trưng cho sức nóng và độ ẩm của vùng đất thấp phía Nam (Terai). Ngoài ra, mặt trăng cách điệu tượng trưng cho thái độ điềm tĩnh và tinh thần trong sáng của người dân Nepal, trong khi mặt trời cách điệu tượng trưng cho quyết tâm mãnh liệt của họ.

## Bố cục
Mô tả hình học chính xác của quốc kỳ Nepal đã được quy định tại Điều 5, Phụ lục 1 của hiến pháp cũ của Vương quốc Nepal, được thông qua vào ngày 9 tháng 11 năm 1990. Phụ lục 1 của Hiến pháp Nepal, được thông qua vào ngày 20 tháng 9 năm 2015, cũng nêu chi tiết phương pháp dựng hình Quốc kỳ Nepal.

### Phương pháp dựng hình Quốc kỳ Nepal theo hiến pháp năm 2015[18]
(A) Phương pháp dựng hình bên trong đường viền

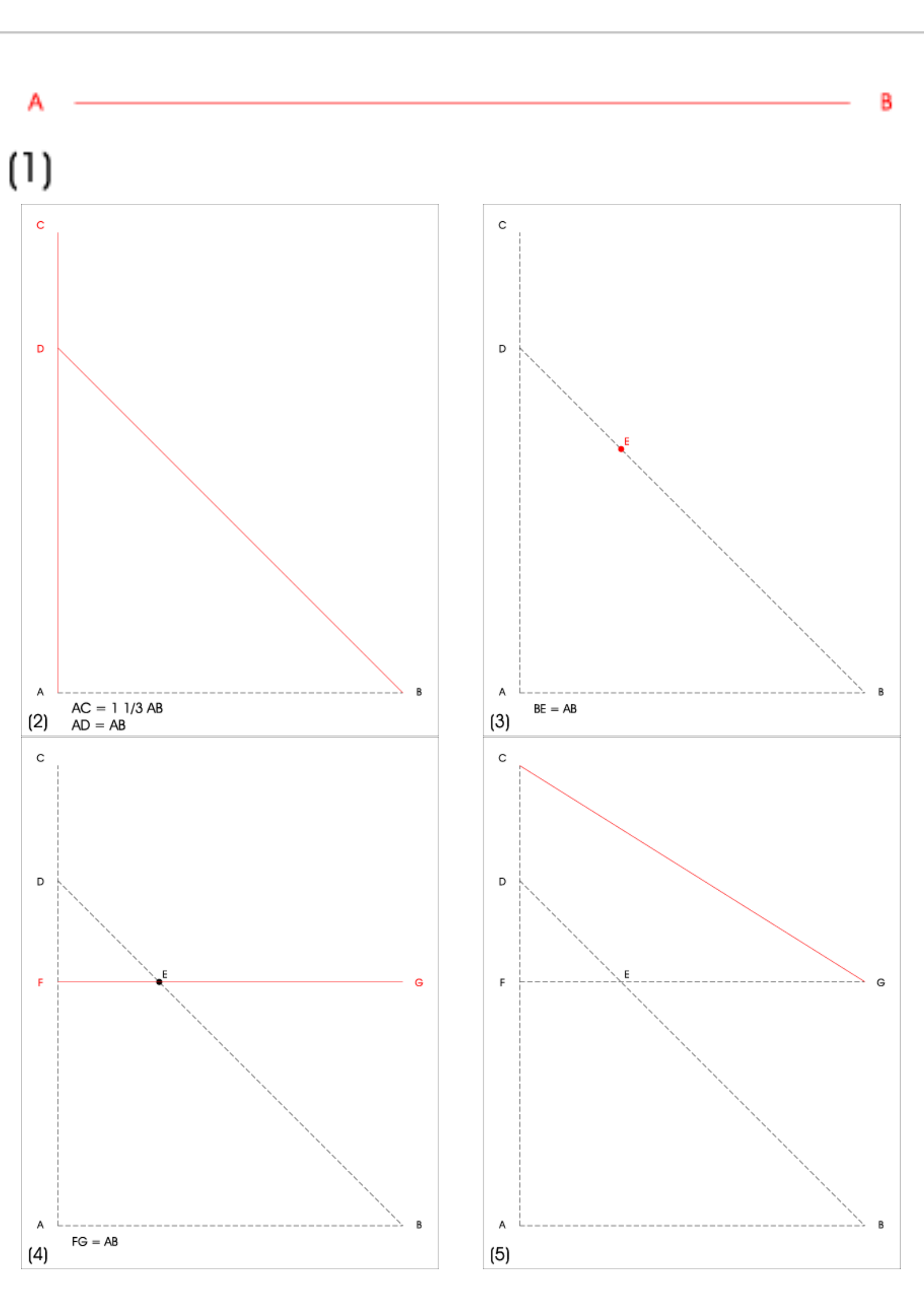
Các bước dựng hình cho phần màu đỏ của cờ Nepal

1. Từ phần dưới của tấm vải đỏ crimson, vẽ một đường AB có độ dài theo yêu cầu từ trái sang phải.
2. Từ A vẽ đường thẳng AC vuông góc với AB sao cho AC bằng AB cộng 1/3 AB. Từ AC chọn điểm D sao cho đường thẳng AD bằng đường thẳng AB. Nối BD.
3. Chọn điểm E thuộc BD sao cho BE bằng AB.
4. Vẽ đường thẳng FG cắt E, xuất phát từ điểm F thuộc đường thẳng AC, song song với AB về phía bên phải. FG bằng AB.
5. Nối CG.

(B) Phương pháp dựng biểu tượng mặt trăng

Các bước dựng hình cho phần mặt trăng của cờ Nepal

1. Từ AB chọn điểm H sao cho AH bằng 1/4 đoạn thẳng AB và từ H dựng đường thẳng song song với đường thẳng AC, cắt đường thẳng CG tại điểm I.
2. Chia đôi CF tại J và dựng đường thẳng từ J song song với AB, cắt CG tại điểm K.
3. Gọi L là giao điểm của hai đường thẳng JK và HI.
4. Nối JG.
5. Gọi M là giao điểm của hai đường thẳng JG và HI.
6. Lấy M làm tâm và chọn điểm N thuộc đường thẳng HI với chiều dài là khoảng cách ngắn nhất từ M tới BD sao cho N nằm dưới M.
7. Chọn điểm O thuộc AC, sao cho đường thẳng OM vẽ từ trái sang phải song song với AB.
8. Lấy L làm tâm và LN làm bán kính, vẽ một nửa đường tròn ở mặt phẳng dưới và gọi P và Q lần lượt là các điểm tiếp xúc với đường thẳng OM.
9. Lấy M làm tâm và MQ làm bán kính, vẽ một nửa đường tròn ở mặt phẳng dưới cắt tại P và Q.Các bước dựng hình cho phần mặt trăng của cờ Nepal

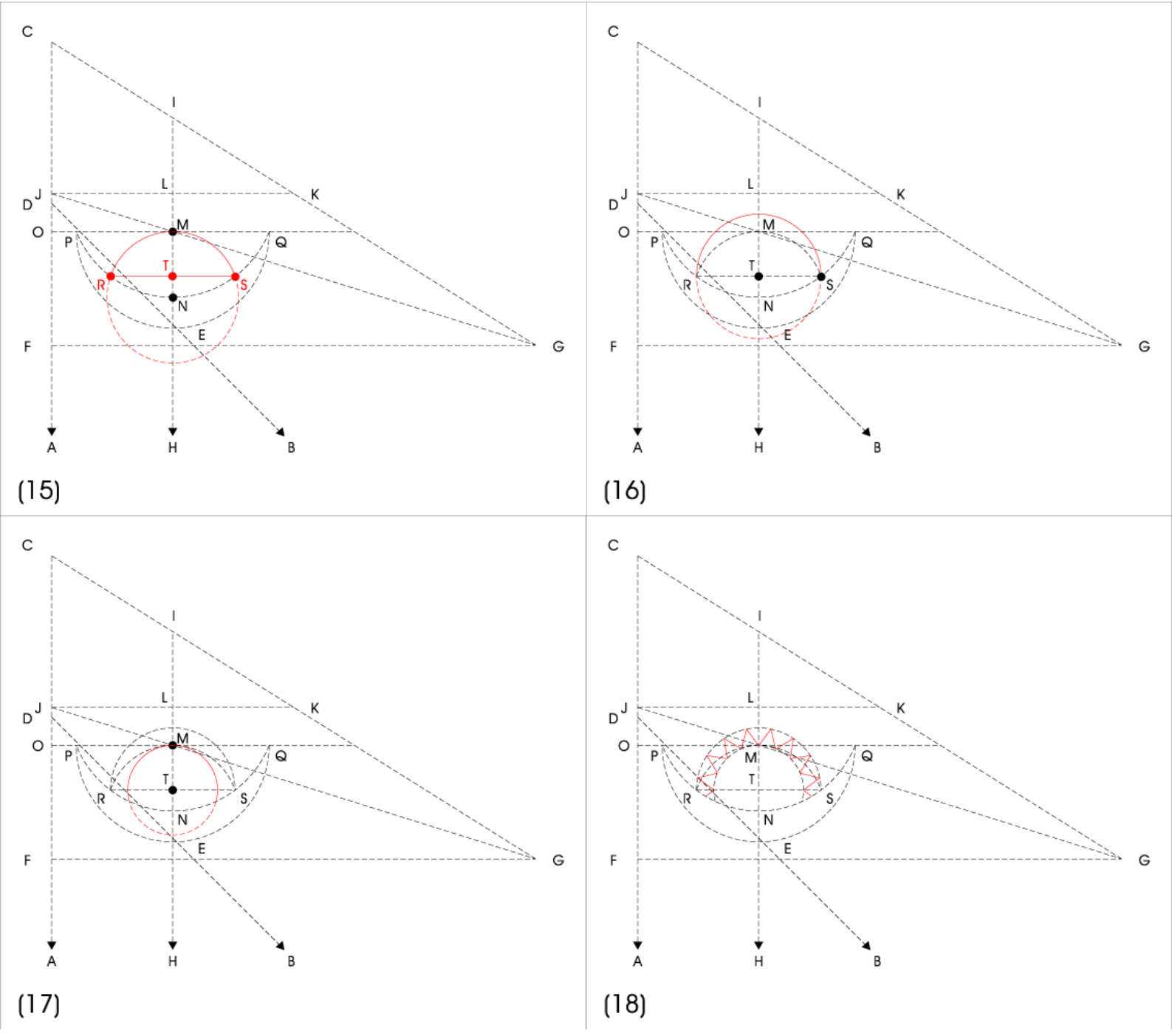
Các bước dựng hình cho phần mặt trăng của cờ Nepal

10. Lấy N làm tâm và NM làm bán kính, vẽ một đường cung tròn cắt cung PNQ tại R và S. Nối RS. Gọi T là giao điểm RS và HI.
11. Lấy T làm tâm và TS làm bán kính, vẽ một nửa đường tròn ở mặt phẳng trên cung PNQ và cắt tại hai điểm.
12. Lấy T làm tâm và TM làm bán kính, vẽ một đường cung tròn ở mặt phẳng trên cung PNQ và cắt tại hai điểm.
13. Tám hình tam giác bằng nhau của mặt trăng phải được vẽ trong mặt phẳng nằm bên trong nửa vòng tròn của (11) và bên ngoài cung của (12).

(C) Phương pháp dựng biểu tượng mặt trời

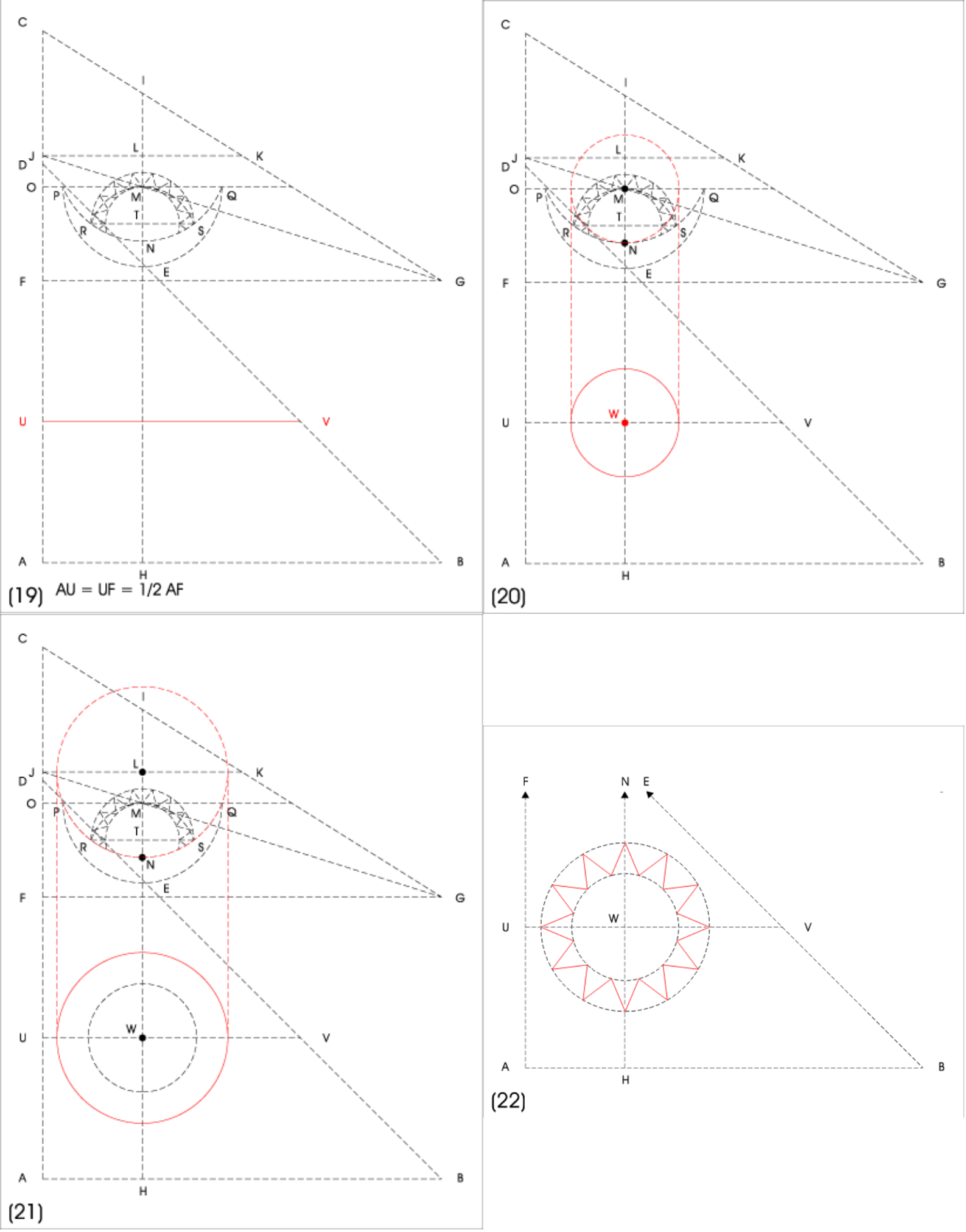
Các bước dựng hình cho phần mặt trời của cờ Nepal

1. Chia đôi AF tại U và dựng đường thằng từ U song song với AB, cắt BE tại điểm V.
2. Gọi W là giao điểm của hai đường thẳng HI và UV, lấy M làm tâm và vẽ một đường tròn với bán kính bằng MN.
3. Lấy W làm tâm và vẽ một đường tròn với bán kính bằng LN.
4. Mười hai hình tam giác bằng nhau của mặt trời phải được vẽ trong mặt phẳng được khép kín bởi đường tròn (2) và (3), trong đó phải có hai đỉnh của hai tam giác nằm trên đường thẳng HI.

(D) Phương pháp dựng đường viền

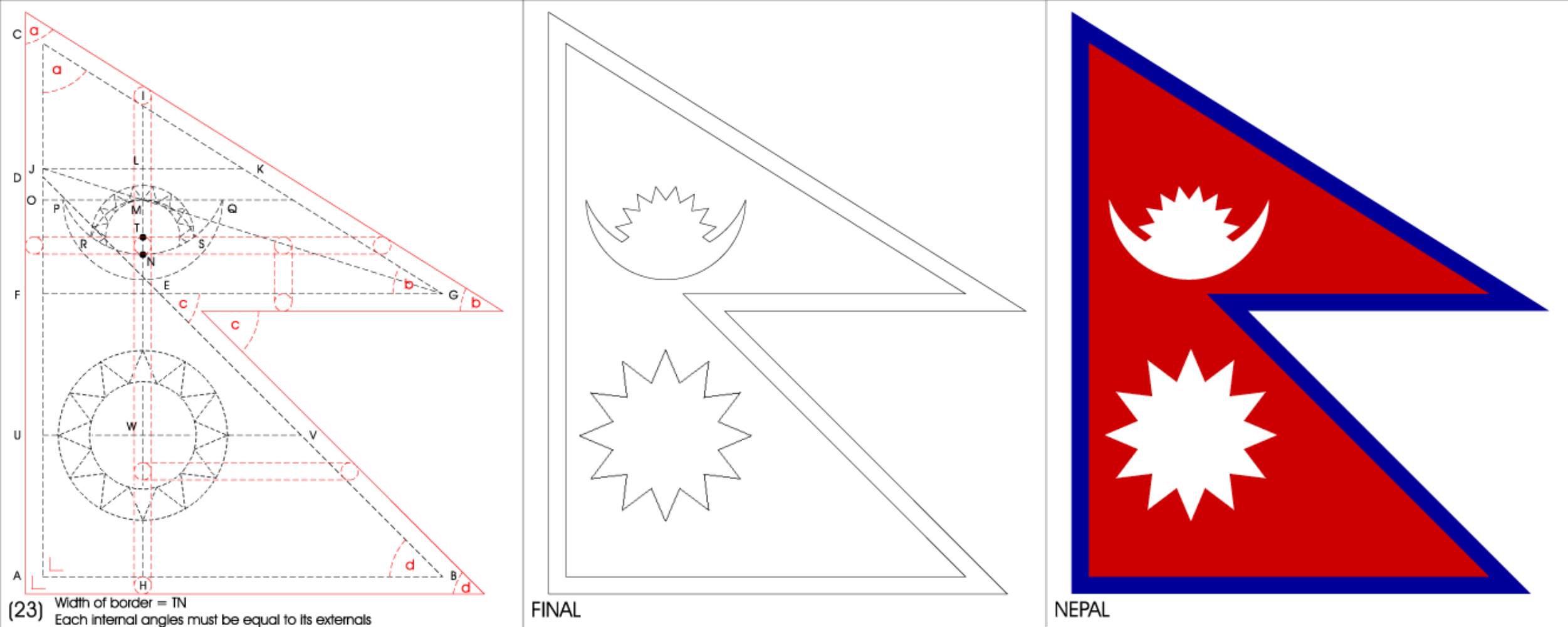
Bước dựng hình cho phần viền xanh của cờ Nepal

1. Chiều rộng của đường viền sẽ bằng chiều rộng của TN. Đường viền có màu xanh đậm và bao quanh tất cả các cạnh của lá cờ. Tuy nhiên, dựa trên các góc có trước của lá cờ, các góc viền ngoài sẽ phải bằng các góc bên trong.
2. Đường viền nói trên là kích thước nếu cờ được sử dụng bằng dây thừng. Nói cách khác, nếu cờ được treo trên cột, lỗ xỏ của đường viền cạnh AC có thể được nới rộng theo yêu cầu.

Giải thích: - Các đường thẳng HI, RS, FE, ED, JG, OQ, JK và UV chỉ là tưởng tượng. Tương tự, các vòng tròn bên ngoài và bên trong của mặt trời và các cung khác ngoại trừ trăng lưỡi liềm đều là tưởng tượng. Toàn bộ sẽ không được hiển thị trên lá cờ.
Theo cách dựng hình trên, ta sẽ có điểm B và G tạo thành một đường thẳng đứng, nhưng sau khi thêm phần viền xanh thì phần ở mũi G sẽ dài hơn mũi B một ít, vì {\textstyle \angle CGE<\angle EBA}.

### Tỉ lệ khung
Khi dựng hình theo quy tắc hình học, tỉ số giữa chiều cao của lá cờ lên chiều rộng dài nhất là một số vô tỉ:
{\displaystyle 1:{\frac {6136891429688-306253616715{\sqrt {2}}-{\sqrt {118-48{\sqrt {2}}}}\left(934861968+20332617192{\sqrt {2}}\right)}{4506606337686}}} ≈ 1:1.21901033...
( A230582).
Tỉ số này là nghiệm nhỏ nhất của đa thức bậc bốn:{\displaystyle 243356742235044r^{4}-1325568548812608r^{3}+2700899847521244r^{2}-2439951444086880r+824634725389225}
...và phát sinh từ việc cộng thêm đường viền màu xanh sau khi dựng xong phần màu đỏ.
Chỉ riêng hình chữ nhật ngoại tiếp phần màu đỏ đã có tỷ lệ khung hình hợp lý 3:4 (=1:1.333...).

## Phiên bản sai

Lá cờ được dùng cho đội Nepal tại một số sân thi đấu ở Thế vận hội Mùa hè 2016, với tỉ lệ 3:2

Do tỷ lệ độc đáo của lá cờ Nepal nên việc tái sản xuất trên quy mô lớn là chuyện rất khó. Đôi khi lá cờ được in hẳn lên một mảng màu trắng để cho có tỷ lệ 3:2; một ví dụ có thể nói ở đây tiêu biểu như việc hình ảnh lá cờ Nepal lỗi được sử dụng tại một số địa điểm thi đấu ở Thế vận hội Mùa hè 2016, lá cờ được thiết kế đặt trên vải hình chữ nhật có hình dạng giống như các lá cờ khác tại Thế vận hội, với phần dư được để màu trắng.
Trong chuyến thăm năm 2018 của Thủ tướng Ấn Độ Narendra Modi tới Janakpur, một phiên bản lá cờ có hình dạng và tỷ lệ hình học không chính xác do các quan chức treo lên, khiến mạng xã hội phẫn nộ.